# Heterolepidoderma axi
Heterolepidoderma axi är en djurart som tillhör fylumet bukhårsdjur, och som beskrevs av Mock 1979. Heterolepidoderma axi ingår i släktet Heterolepidoderma och familjen Chaetonotidae. Arten har ej påträffats i Sverige. Inga underarter finns listade i Catalogue of Life.